# 3156 Ellington
3156 Ellington је астероид главног астероидног појаса са пречником од приближно 27,66 .
Афел астероида је на удаљености од 3,416 астрономских јединица (АЈ) од Сунца, а перихел на 2,296 АЈ.
Ексцентрицитет орбите износи 0,195, инклинација (нагиб) орбите у односу на раван еклиптике 15,803 степени, а орбитални период износи 1763,345 дана (4,827 године).
Апсолутна магнитуда астероида је 11,30 а геометријски албедо 0,069.
Астероид је откривен 15. марта 1953. године.